# Саудијска Арабија на Светском првенству у атлетици у дворани 2016.
Саудијска Арабија је девети пут учествовала на 16. Светском првенству у атлетици у дворани 2016. одржаном у Портланду од 17. до 20. марта. Репрезентацију Саудијске Арабије представљала су 2 такмичара (1 мушкарац и 1 жена)  који су се такмичили у две дисциплине.,
На овом првенству такмичари Саудијске Арабије нису освојили ниједну медаљу али је оборен један национални и два лична рекорда.

## Учесници
| Мушкарци: - Абдулах Акбар Мохамед — 60 | Жене: - Кариман Абуљадајел — 60 м |

## Резултати

### Мушкарци
| Атлетичар             | Дисциплина | Лични рекорд | Квалификације | Квалификације | Полуфинале | Полуфинале | Финале               | Финале       | Детаљи |
| Атлетичар             | Дисциплина | Лични рекорд | Резултат      | Место         | Резултат   | Место      | Резултат             | Место        | Детаљи |
| --------------------- | ---------- | ------------ | ------------- | ------------- | ---------- | ---------- | -------------------- | ------------ | ------ |
| Абдулах Акбар Мохамед | 60 м       |              | 6,64 КВ, ЛР   | 2. у гр. 4    | 6,68       | 8. у гр. 3 | Није се квалификовао | 18 / 53 (56) |        |

### Жене
| Атлетичарка        | Дисциплина | Лични рекорд | Квалификације | Квалификације | Полуфинале            | Полуфинале            | Финале                | Финале       | Детаљи |
| Атлетичарка        | Дисциплина | Лични рекорд | Резултат      | Место         | Резултат              | Место                 | Резултат              | Место        | Детаљи |
| ------------------ | ---------- | ------------ | ------------- | ------------- | --------------------- | --------------------- | --------------------- | ------------ | ------ |
| Кариман Абуљадајел | 60 м       |              | 9,48 НР, ЛР   | 2. у гр. 7    | Није се квалификовала | Није се квалификовала | Није се квалификовала | 44 / 44 (45) |        |